# Franz von Segesser von Brunegg

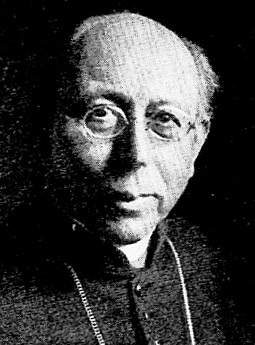
Franz von Segesser von Brunegg

Franz von Segesser von Brunegg (* 3. Mai 1854 in Luzern; † 30. Oktober 1936 ebenda) war ein Schweizer römisch-katholischer Geistlicher und Pädagoge.

## Leben
Franz von Segesser von Brunegg war der Sohn von Ludwig von Segesser von Brunegg, Ingenieur und dessen Ehefrau Maria, geb. Mayr von Baldegg. Sein Onkel war der Politiker Philipp Anton von Segesser.
Er studierte von 1875 bis 1877 Rechtswissenschaften an der Universität München sowie der Universität Strassburg und anschliessend von 1877 bis 1880 Theologie an der Universität Innsbruck. Nachdem er zum Priester geweiht wurde, hatte er eine kurze Vikariatszeit in Monfaucon und setzte dann sein Studium des Kirchenrechts von 1880 bis 1882 in Rom fort; dort promovierte er zum Doktor des kanonischen Rechts. Während seines Romstudiums lebte er im Priesterkolleg Santa Maria dell’ Anima.

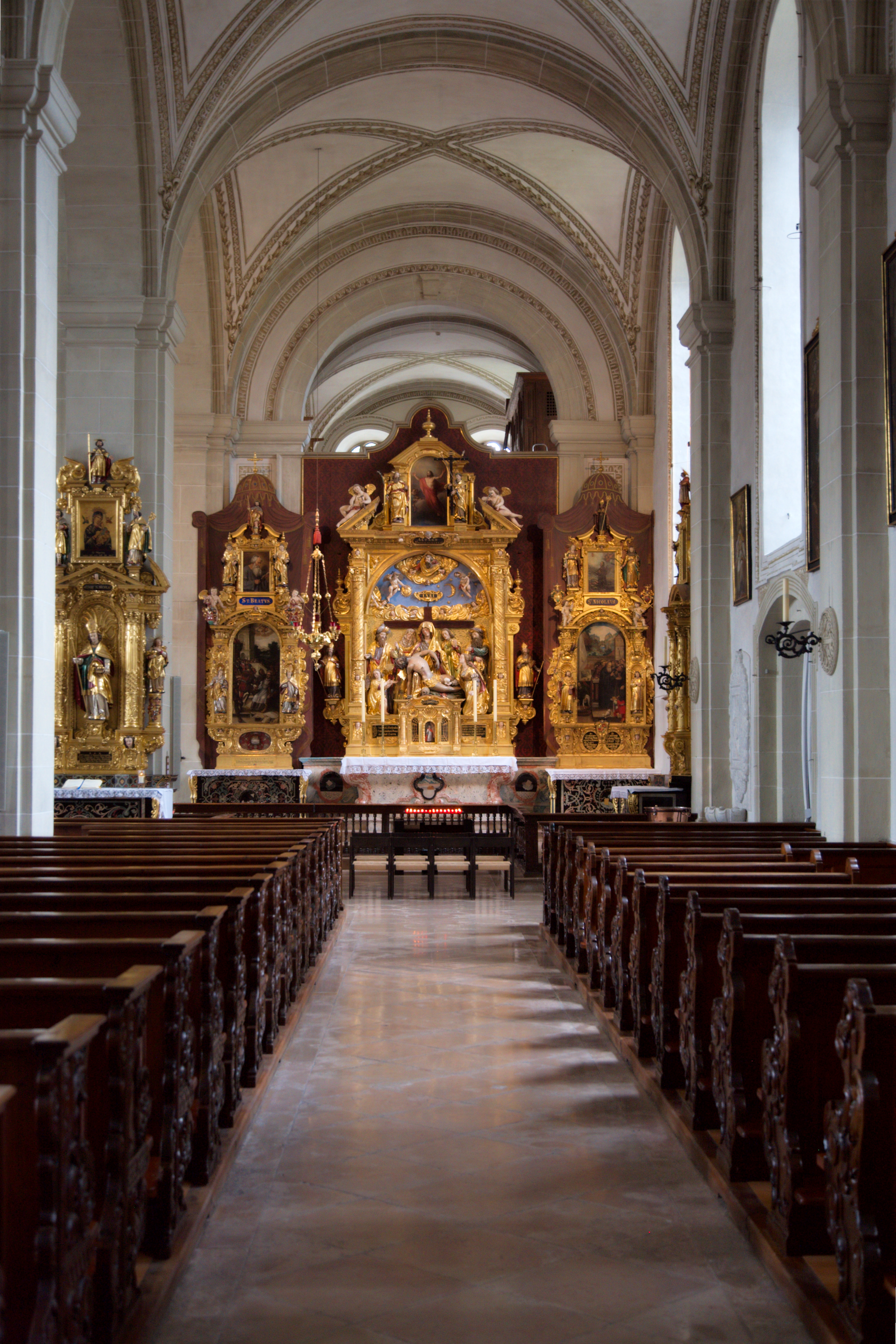
St. Leodegar im Hof

Von 1882 bis 1888 war er Subregens und von 1888 bis 1911 Regens des Priesterseminars; in dieser Zeit dozierte er auch von 1882 bis 1911 als Professor des Kirchenrechts an der staatlichen Höheren Theologischen Lehranstalt in Luzern.
Er war Chorherr am Hochstift in Luzern und wurde 1898 zum Päpstlichen Geheimkämmerer, 1903 zum Almosenier und 1911 zum Propst zu St. Leodegar im Hof ernannt. In der Zeit von 1893 bis 1936 war er bischöflicher Kommissar für den Kanton Luzern und ab 1911 nichtresidierender Domherr.
Er betätigte sich auch als Mitarbeiter der Schweizerischen Kirchenzeitung.

### Wirken
Franz von Segesser von Brunegg prägte über mehrere Jahrzehnte die Priesterausbildung im Bistum Basel und war der Lehrer als geistlichen Religionslehrer. Er genoss das Vertrauen der Bischöfe Leonhard Haas, Jakob Stammler und Joseph Ambühl und wirkte in vielen Kommissionen als Berater für Staats- und Kirchenlenker mit.

### Mitgliedschaften
Franz von Segesser von Brunegg wurde als Ehrenmitglied im Schweizerischen Katholischen Frauenbund aufgenommen.